# Lâmpada a óleo

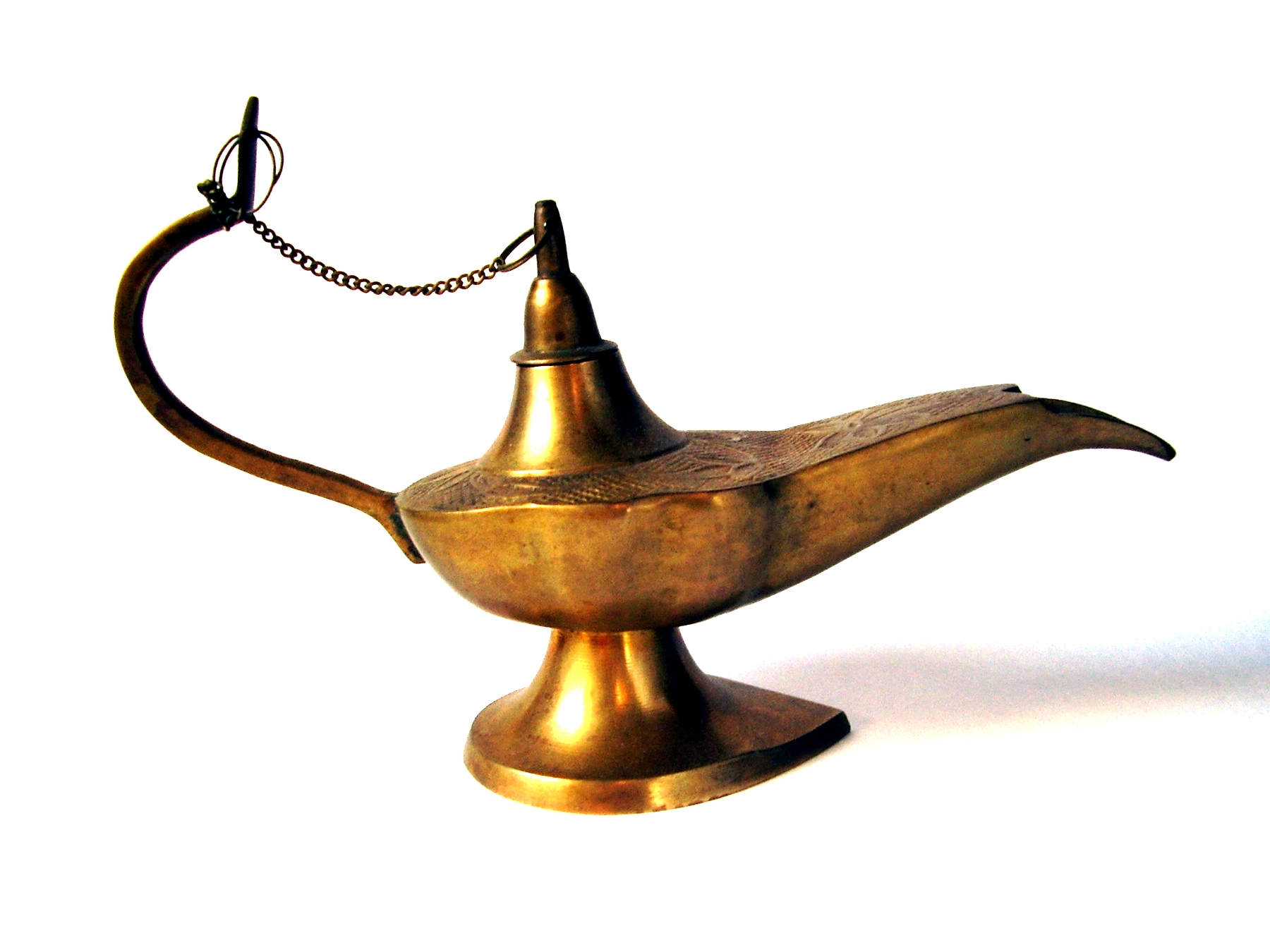
Antiga lâmpada indiana.

A lâmpada a óleo, também designada por candeia, lucerna, lamparina ou lâmpada de azeite, é constituída de um recipiente com algum tipo de óleo combustível, sobre o qual flutua um pedaço de madeira ou cortiça, com um pavio encerado fixo. Seu uso se estende desde a pré-história até aos dias de hoje.

## Tipologia
As lâmpadas podem ser categorizadas por diferentes critérios, incluindo material (argila, pedra, prata, bronze, ouro, cerâmica), forma, estrutura, desenhos e imaginário (simbólico, religioso, mitológico, erótico).
Para certas aplicações em trabalhos científicos e didáticos (como o ensino de ciências), e certos usos em laboratórios, utilizam-se uma variação das lamparinas. Este tipo de lâmpada a combustível visa efetuar o aquecimento de sistemas de pequenas dimensões ou realizar certas flambagens rápidas que requeiram temperatura mais baixa que a produzida pelos queimadores a gás ou bico de Bunsen, ou ainda, pouca quantidade de calor. Consiste num reservatório, geralmente de vidro, onde é colocado um combustível líquido, normalmente álcool etílico comercial (etanol), normalmente 96 °GL (aproximadamente 95%), onde fica mergulhado um cordão de algodão, por onde o líquido sobe por capilaridade, para ser queimado na outra extremidade, chamada pavio. A temperatura da chama produzida depende diretamente do combustível que se utiliza. O metanol (álcool metílico), produz uma chama menos quente do que a produzida pelo etanol. Tanto para o etanol quanto metanol, a luz produzida pelas lamparinas a álcool é baixa e a sua coloração é normalmente devida a contaminações do combustível e queima do pavio. Atualmente, especialmente para finalidades didáticas, utilizam-se queimadores de géis combustíveis, como o álcool gel, visando a redução de possíveis acidentes.
Um tipo especial de lamparina é a poronga, feita a partir de latas de óleo e utilizada pelos seringueiros para iluminar os caminhos da seringa. O seu combustível mais frequente é o querosene.

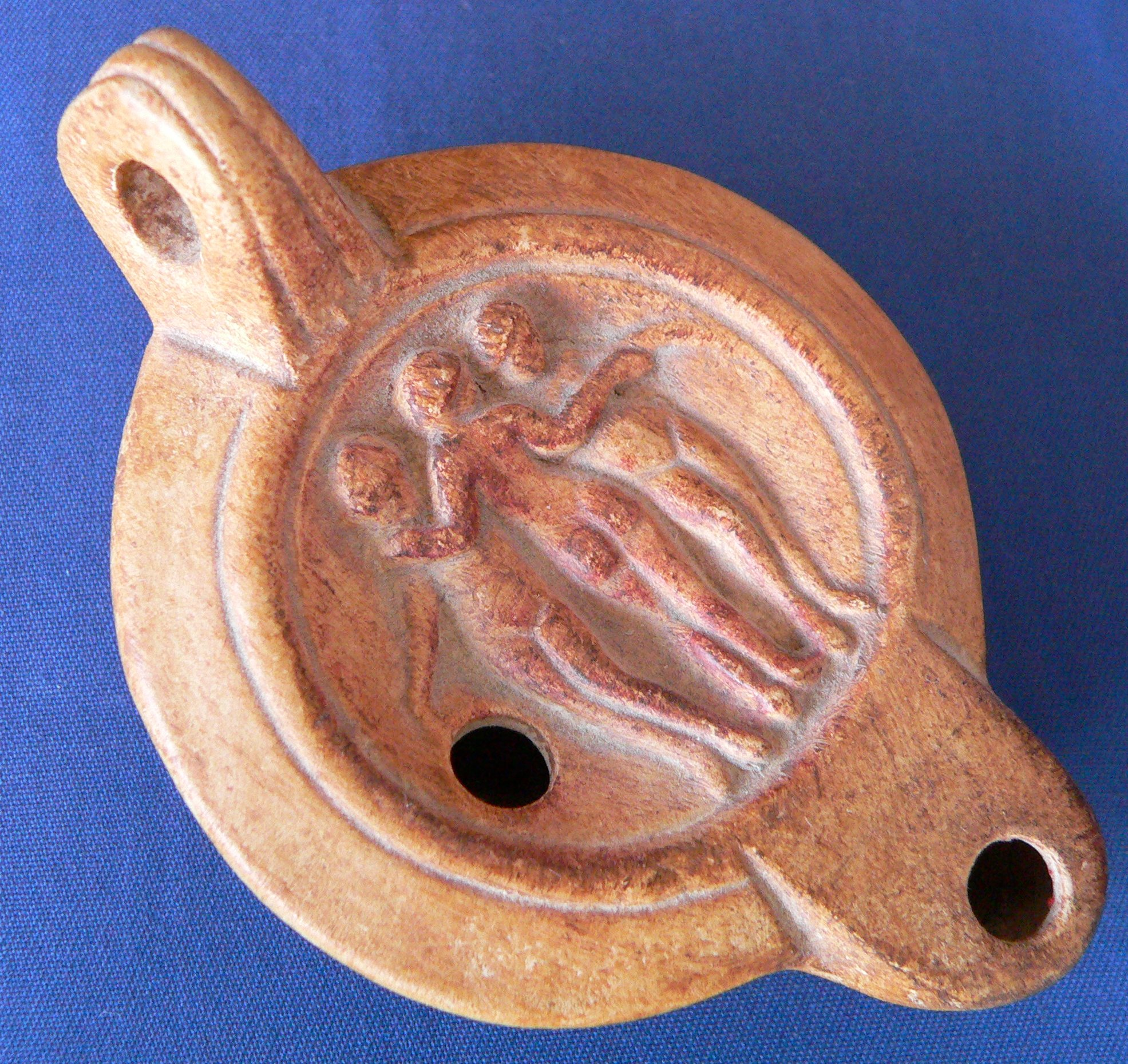
Antiga lâmpada a óleo
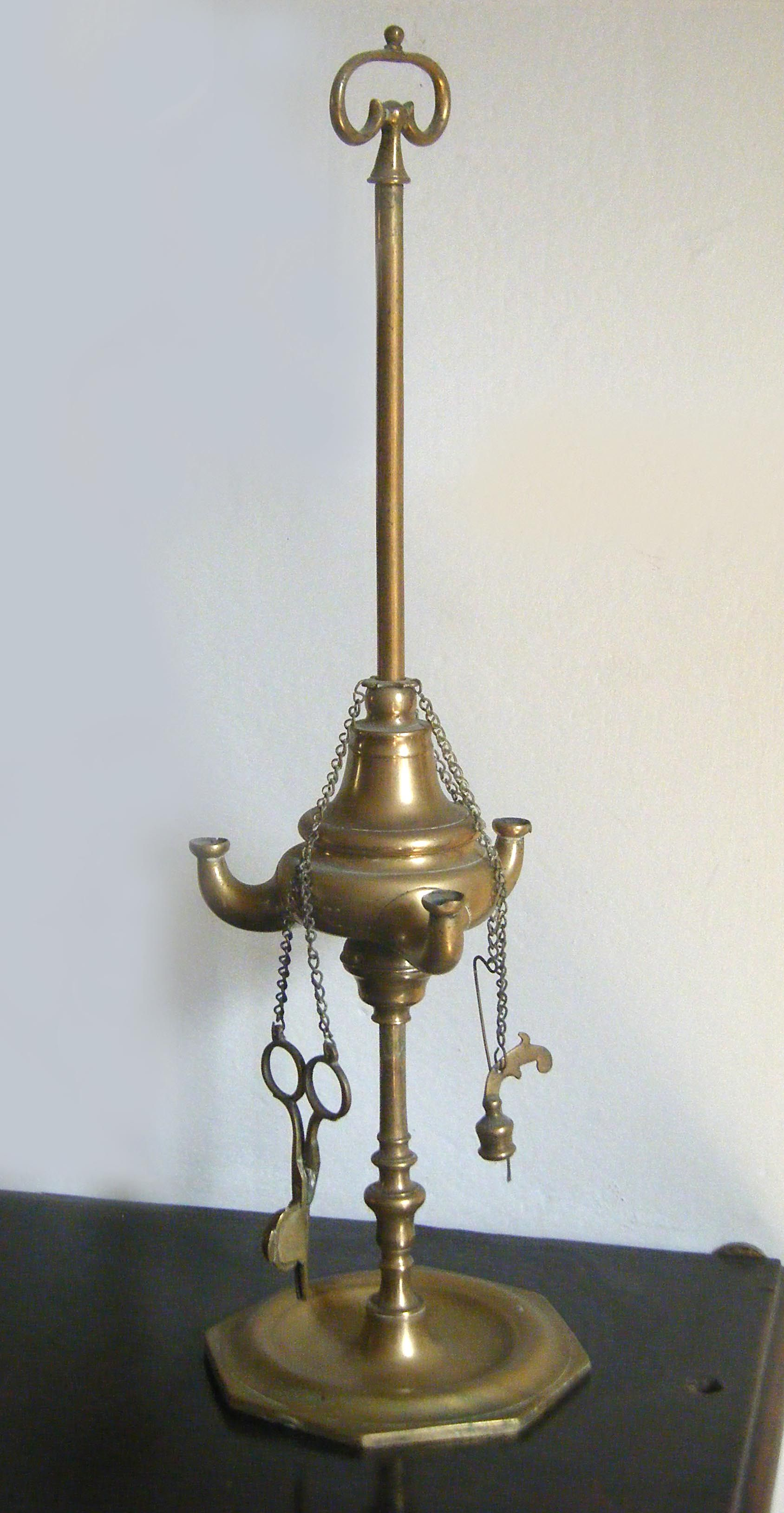
Candeia do século XVII
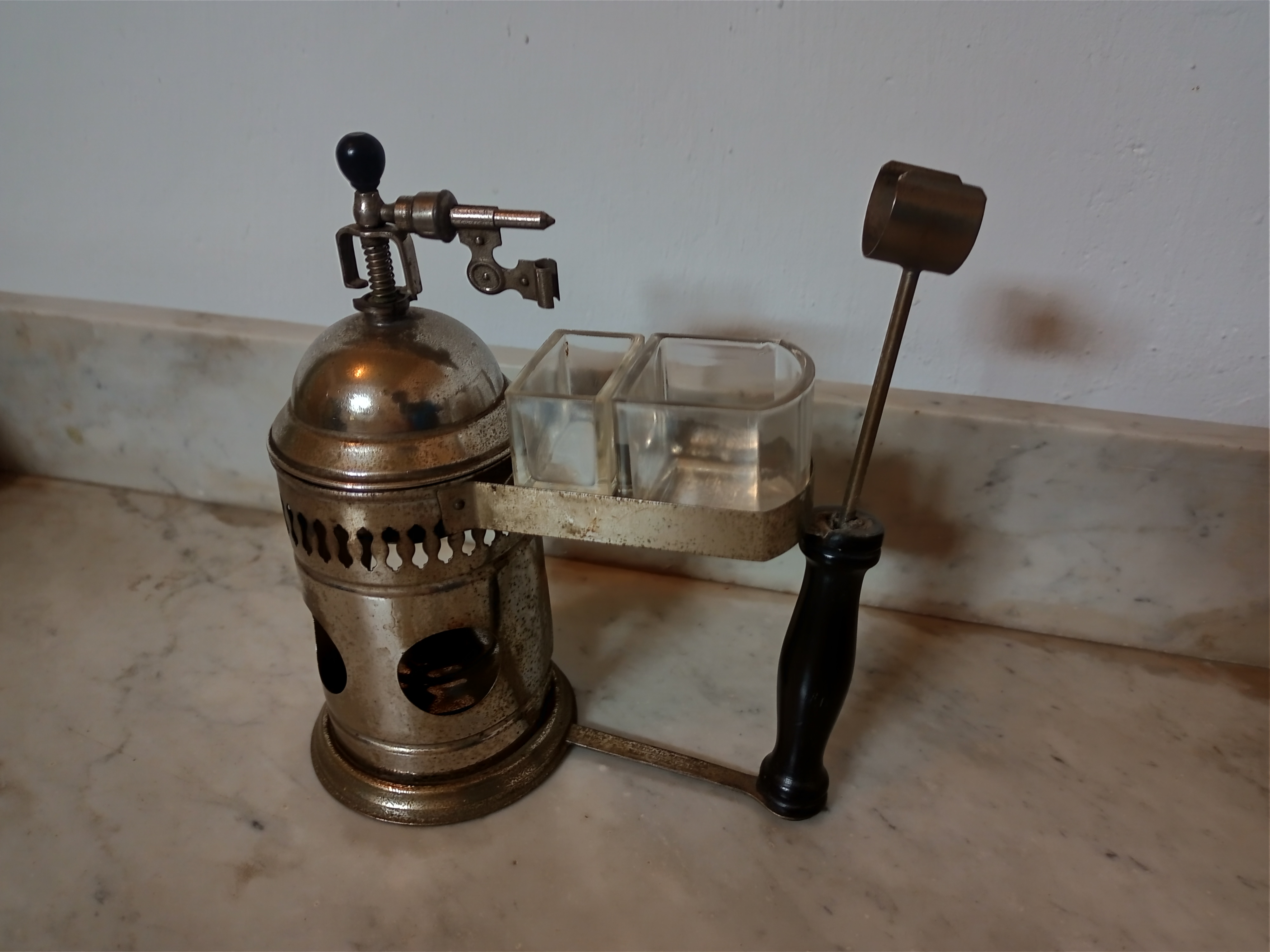
Lamparina